# Common Information Model
Common Information Model (общая информационная модель, CIM) — открытый стандарт, определяющий представление управляемых элементов ИТ-среды в виде набора объектов и их связей.

## Обзор
В упрощённом виде CIM можно рассматривать как способ для нескольких участников обмениваться информацией, необходимой для управления их элементами, смысл упрощения которого заключается в том, что CIM не только определяет представление управляемых элементов и контролирует информацию, но и даёт возможность управлять и контролировать их работу. Управляющее программное обеспечение, созданное с использованием CIM, может работать с несколькими реализациями этого стандарта без потери данных или сложного перекодирования.
CIM разработан и опубликован Distributed Management Task Force. Связанный с ним стандарт Web-Based Enterprise Management (также разработанный DMTF), определяет реализацию CIM, включая протокол обнаружения и доступа.

## Схема и спецификация
Стандарт CIM включает спецификацию инфраструктуры и схему:
- Спецификация инфраструктуры определяет архитектуру и понятия CIM, включая язык определения CIM Schema (и любых её расширений), и способ отображения CIM на другие информационные модели, например SNMP. Архитектура CIM объектно-ориентированная, поскольку основывается на UML: управляемые элементы представляются классами CIM, любые отношения между ними представляются ассоциациями CIM, а наследование позволяет создавать специализированные элементы из более простых базовых.
- Схема — концептуальная схема, определяющая набор объектов и отношений между ними, представляющих общую основу управляемых элементов в IT среде. Схема охватывает большую часть современных элементов IT среды, например компьютеры, операционные системы, сети, связующее программное обеспечение, сервисы и хранилища. Схема определяет общий базис представления таких элементов. Поскольку большинство управляемых элементов для каждого типа элемента и его производителя имеют своё поведение, схема является расширяемой и даёт возможность производителям представлять специфический функционал сходным образом с базовым функционалом, определенном в схеме.

На CIM основаны либо используют большинство остальных стандартов DMTF (так как WBEM или SMASH). Также он является основой стандарта SMI-S, предназначенного для управления хранилищами.

## Версии
- Актуальная версия 2.48.0 схемы опубликована 14 декабря 2016 года
- Актуальная версия 2.42.0 схемы опубликована 29 сентября 2014 года
- Актуальная версия 2.7 спецификации инфраструктуры опубликована 23 мая 2012 года

## Реализации
Множество производителей предоставляют различные реализации CIM:
- Большинство операционных систем предоставляют реализацию CIM. Например, CIM реализован в семействе Microsoft Windows (WMI) и некоторых дистрибутивах GNU/Linux[1]
- CIM и WBEM активно применяется в области сетей хранения данных в виде основанного на CIM стандарта SMI-S, определенного ассоциацией SNIA
- Большинство производителей серверов сотрудничают с DMFT в рамках стандарта SMASH, основанного на CIM
- DMTF разрабатывает стандарт DASH управления настольными компьютерами

Кроме того, развивается рынок инструментария CIM.